# Samsung Galaxy S7
De Samsung Galaxy S7 is een Android-smartphone van het bedrijf Samsung. Het toestel werd op 21 februari 2016 voorgesteld op het Mobile World Congress in Barcelona.
De Samsung Galaxy S7 is de opvolger van de Samsung Galaxy S6. In tegenstelling tot zijn voorganger is de S7 waterbestendig en kan men het geheugen uitbreiden. Naast de standaardversie bestaat er ook een 'Edge' variant waarbij de randen zijn omgebogen.

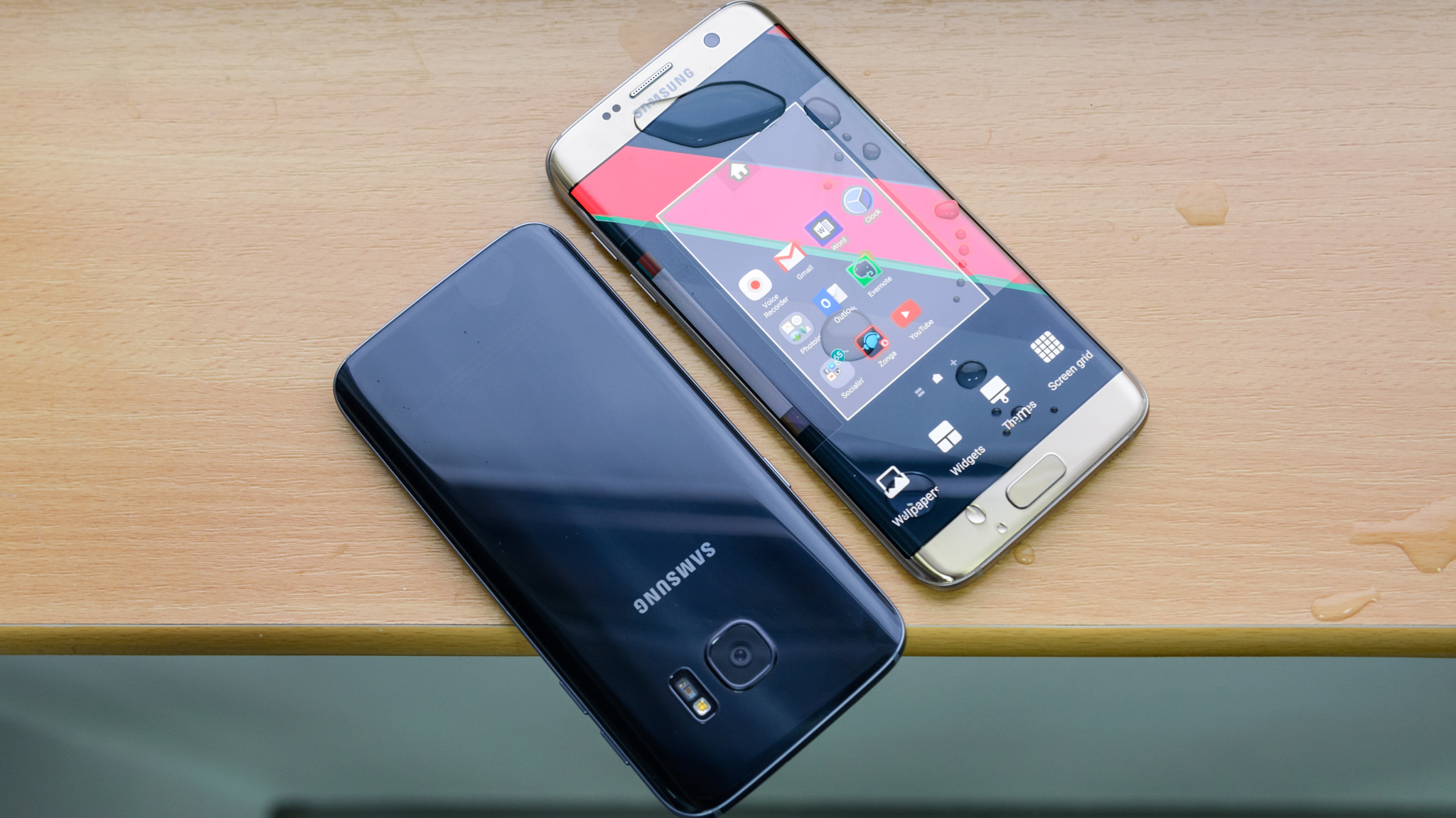
De Samsung Galaxy S7 en S7 edge zijn waterdicht.

## Specificaties

### Hardware
De S7 en S7 Edge bezitten een Quad HD Super Amoled scherm met een resolutie van 1440 × 2560 pixels. De S7 heeft een schermdiameter van 13 cm (5,1 inch), iets kleiner dan de 14 cm (5,5 inch) van de S7 Edge. Die laatste bezit ook een gebogen schermrand aan beide zijkanten van het toestel. Ze hebben beiden een IP68 rating, wat betekent dat het toestel stof- en waterdicht is. Beschikbare kleuren zijn: zwart, goud, wit, blauw, zilver en roze. Samsung kondigde aan dat tegen het eind van het jaar ook een lichtblauwe variant op de markt zou komen. De Europese toestellen bezitten een Exynos 8890 processor geproduceerd door Samsung zelf. Amerikaanse en Chinese toestellen bezitten de Qualcomm Snapdragon 820. Zowel de S7 als S7 Edge hebben 4 GB RAM.
De S7 beschikt nu over een 3000 mAh batterij, de S7 Edge een 3600 mAh.
Dit jaar werd er ook een verbeterde camera geïntroduceerd. Het gaat om een 12 megapixel versie met 'Dual Pixel' technologie om razendsnel scherp te stellen. Verder beschikt de camera over een heldere lens van f/1.7 en 1,4 µm grote pixels.

### Software
Het toestel wordt geleverd met Android 6.0 Marshmallow met Samsung's eigen TouchWiz gebruikersinterface.
Galaxy ·
Galaxy 3 ·
Galaxy 5 ·
Ace 2 ·
Ace plus ·
Ace ·
Beam ·
Core ·
Express ·
Fit ·
Fame ·
Gio ·
Grand ·
Mega ·
Mini ·
Nexus ·
Note ·
Note 2 ·
Note 3 ·
Player ·
Pocket ·
Pocket 2 ·
Portal ·
Prevail ·
R ·
TxT ·
Spica
W ·
Xcover ·
Y ·
Y2

A-serie:
A3 ·
A5 ·
A6 ·	
A7 ·
A8 ·
A9 ·
A00 ·
A10 ·
A20 ·
A30 ·
A40 ·
A50 ·
A60 ·
A70 ·
A80 ·
A90

S-serie:
Galaxy S ·
S Plus ·
S Advance ·
S Duos ·
S II ·
S II Plus ·
S III ·
S III Mini ·
S4 ·
S4 Mini ·
S5 ·
S5 Mini ·
S5 Plus ·
S5 Neo · 
S6 ·
S7 ·
S8 ·
S9 ·
S10 ·
S20 ·
S21 ·
S22 ·
S23 ·
S24
- Gemeinsame Normdatei: 1114684554